# 大隣寺 (二本松市)
大隣寺（だいりんじ）は、福島県二本松市にある曹洞宗の寺院。

## 歴史
1627年（寛永4年）、丹羽長重の開基である。長重は父・長秀の菩提を弔うため、藩主をしていた白河藩の白河城下に寺を創建した。
寺号の「大隣寺」は長秀の戒名「総光寺殿大隣宗徳大居士」に由来する。寺紋も丹羽家の直違紋を使用している。
1643年（寛永20年）、長重の子・光重の代になり二本松藩に転封されたため、二本松城下に移転した。以降丹羽家の菩提寺となった。
戊辰戦争では、奥羽越列藩同盟側につき、二本松城は落城した（二本松の戦い）。戦後、藩主の丹羽長国は謹慎し、当寺が謹慎所として充てられた。二本松藩の仮藩庁にもなっていた。
藩主を務めた丹羽氏の墓所は、菩提寺である当寺と青山墓地（東京都）の丹羽家墓所に分かれ、第2代長次や第10代長国・第11代長裕の墓は青山墓地にあったが、2024年（令和6年）に大隣寺に新たに整備される丹羽家墓所に移設してまとめられることになった。
他にも、丹羽一族の墓や二本松の戦いを戦った二本松少年隊の墓がある。

## 交通アクセス
- 二本松駅より徒歩19分。